# Dževad Prekazi
Dževad Prekazi (Kosovska Mitrovica, 18 agosto 1957) è un ex calciatore kosovaro, di ruolo centrocampista.

## Palmarès

### Club

#### Competizioni nazionali
- Campionato jugoslavo: 3

Partizan: 1975-1976, 1977-1978, 1982-1983
- Coppa di Jugoslavia: 1

Hajduk Spalato: 1983-1984
- Campionato turco: 2

Galatasaray: 1986-1987, 1987-1988
- Coppa di Turchia: 1

Galatasaray: 1990-1991
- Supercoppa di Turchia: 3

Galatasaray: 1987, 1988, 1991